# Predmier
Predmier je obec na Slovensku v okrese Bytča. Žije v ní přibližně 1 400 obyvatel.

## Historie
První písemná zmínka o obci Predmier pochází z roku 1193, ale archeologické doklady katastrálního území obce tuto zmínku předcházejí o pár století. Důkazy o osídlení pocházejí již z pozdní doby bronzové. Historicky hmatatelné jsou např. střepy, zdobené žlábky, železná ostruha, různé druhy keramiky. Podle nich lze zařadit Predmier mezi nejstarší obce Žilinského kraje. V nejstarší písemné zmínce se obec nazývá Predmír, protože byla obehnána pevnými zdmi a byla to dobrá poloha pro podepisování mírových smluv. Později ho však Turci dobyli a tak si obyvatelé museli stavět nové přístřeší. Název Predmier je zmiňován v roce 1312 v listině ve spojení s Predmierským rychtářem. Obec byla později darována do rukou Podmanickým a patřila tak k Považskobystřickému panství. Později název obce změnily na Predmyer, jak dosvědčuje listina panovníka Matyáše z roku 1471, kdy byl Predmyer darován Jánovi Domanickému. Později se Predmyer zmiňován jako městečko a obyvatelé jako měšťané. Po vymření rodiny Podmanických se Predmier dostal do rukou dědiců Balošovců. V roce 1573 bylo uděleno obci Maxmiliánem II. pouťové právo, právo vaření piva a pálení lihu a v druhé polovině 17. století byl Predmier skoro stejným tržním střediskem jako Bytča. Lidé se tu povětšinou živili zemědělstvím, drátenictvím a prací v lese. Z řemeslné výroby zde vzkvétala zejména kovářská a mlynářská výroba. V obci byl kdysi pivovar, v 19. století pila a také továrna na výrobu papírových výrobků.

## Přírodní poměry
Obec se nachází v nadmořské výšce 300 metrů a rozkládá na ploše 10,80 km². Do jejího správního území zasahuje část národní přírodní rezervace Súľovské skály.

## Pamětihodnosti
- Kostel svatého Havla
- Budova pošty z 17. století, přestavěná v 18. století
- Kaštel z první poloviny 19. století

## Osobnosti
- Jozef Ignác Bajza (1755–1836), katolický kněz, spisovatel, autor satir a epigramů, autor prvního románu ve slovenštině